# 알렉산드로스 니콜로풀로스
알렉산드로스 니콜로풀로스(그리스어: Αλέξανδρος Νικολόπουλος, 1875 - ?)는 그리스의 역도 선수이다. 그는 아테네에서 열린 1896년 하계 올림픽에 참가했다.
현재 인상으로 알려진 한손 경기에서 니콜로푸로스는 4명의 선수 중 3위를 차지했다. 그는 57.0kg을 들어서 은메달리스트인 비고 옌센과 같은 무게를 들었으나 4위로 경기를 마감한 소티리오스 베르시스와 같은 무게인 40.0kg을 들기도 했다.